# Macaco Bong
Macaco Bong es una banda de rock instrumental brasileña, oriunda de Cuiabá, Mato Grosso. Comenzó como un cuarteto en 2004, y al año siguiente se volvió un power trio (guitarra, bajo y batería). 

## Carrera
En 2008 lanzaron un álbum virtual, "Artista Igual a Pedreiro", no grabado en forma física y distribuido gratuitamente por el sello Trama. Este álbum, que además incluía el making of del mismo, despertó la atención de críticos profesionales del área. La banda también recibió críticas positivas de la edición brasileña de Rolling Stone y del periódico Estadão. Además, su líder y guitarrista Bruno Kayapy fue elegido por dicha revista como uno de los "70 maestros brasileños de la guitarra".
Su canción "Fuck You Lady" fue incluida en una colección de bandas brasileñas independientes lanzada en 2008 por la revista francesa Brazuca. La canción "Amendoim" alcanzó el sexto lugar en el ranking de las mejores canciones nacionales de 2008 elegido por la revista Rolling Stone.
En 2011 el grupo lanzó el EP "Verdão e Verdinho" que ganó el Premio Dynamite al mejor álbum de música instrumental del año 2012. 
El segundo álbum de la banda, "This is Rolê", fue lanzado en septiembre de 2012. Grabado y producido en Belo Horizonte, cuenta con la participación del compositor, tecladista y arreglista Túlio Mourão (antiguo miembro de Os Mutantes).
En 2013 dejaron el grupo Ynaiã Benthroldo y Ney Hugo, siendo reemplazados por Igor Jaú (bajista) y Eder Uchôa (baterista).
La banda anunció oficialmente el fin de su carrera musical en diciembre de 2014, cerrando así 10 años de actividad.
En el momento en que la banda pasó por turbulencias, como la salida de Ynaiã y Ney, y su alejamiento de la banda del polémico colectivo Fuera del Eje. Después de las turbulencias que casi pusieron un fin en la carrera del grupo, Bruno Kayapy reformuló Macaco Bong. 
En 2014 salió el sencillo "Black Marroca". Al año siguiente, en junio de 2015 lanzan el tercer álbum, "Macumba Afrocimética", con Kayapy acompañado de Julito Cavalcante (bajo) y Daniel Fumega (batería).
La particularidad de este álbum es su formación de dos bajos y batería, completamente despojado de las guitarras clásicas de Macaco.
En 2016 Macaco Bong lanza su cuarto y más reciente álbum, el auto-titulado "Macaco Bong", por el sello Sinewave en sociedad y pareciera como más Instrumental, sello de la propia banda.

## Discografía
| Año de lanzamiento | Título                 |
| ------------------ | ---------------------- |
| 2008               | Artista Igual Pedreiro |
| 2011               | Verdão e Verdinho (EP) |
| 2012               | This is Rolê           |
| 2015               | Macumba Afrocimética   |
| 2015               | Remacumba              |
| 2016               | Macaco Bong            |
| 2017               | Deixa Quieto           |